# Краснодонская улица (Санкт-Петербург)
Краснодо́нская улица — широтная улица в историческом районе Большая Охта Красногвардейского административного района Санкт-Петербурга. Проходит от Большеохтинского проспекта до проспекта Металлистов. Параллельна Большой Пороховской и Синявинской улицам. Участок Краснодонской улицы от дома 14 до проспекта Металлистов как сквозной проезд фактически не существует[уточнить].

## История
Улица получила название 31 июля 1950 года в честь города Краснодона. Застроена в конце 1940-х — начале 1950-х годов 3—5-этажными жилыми домами в стиле сталинской архитектуры. Дома 17, 19, 21, 25, 27, 29 и 31 — кирпичные «хрущёвки» постройки рубежа 1950—1960-х годов. Нумерация домов — с запада на восток. Дом 31 (последний номер) торцом выходит на проспект Металлистов.

## Пересечения
С запада на восток (по увеличению нумерации домов) Краснодонскую улицу пересекают следующие улицы:
- Большеохтинский проспект — Краснодонская улица примыкает к нему;
- Среднеохтинский проспект — пересечение.

## Транспорт
Ближайшие к Краснодонской улице станции метро — «Ладожская» (около 2,8 км по прямой от конца улицы) и «Новочеркасская» (около 3 км по прямой от пересечения со Среднеохтинским проспектом) 4-й (Правобережной) линии, а также «Площадь Ленина» (около 3,1 км по прямой от начала улицы) и «Чернышевская» (около 3,1 км по прямой от начала улицы) 1-й (Кировско-Выборгской) линии.
Движение наземного общественного транспорта по Краснодонской улице отсутствует.
Проезд от станции метро «Новочеркасская» — трамваем № 23; автобусами № 174, 183 и 206 до остановки «Краснодонская улица» (по Среднеохтинскому проспекту), № 295 до остановки «Большая Пороховская улица» (по Большеохтинскому проспекту).
Проезд от станции метро «Чернышевская» — автобусами № 22 и 105 до остановки «Большая Пороховская улица» (по Большеохтинскому проспекту).
Проезд от станции метро «Площадь Ленина» — трамваем № 23 до остановки «Большая Пороховская улица».
Проезд от станции метро «Ладожская» — автобусами № 183 и 222 до остановки «Краснодонская улица» (по Среднеохтинскому проспекту) и № 295 до остановки «Большая Пороховская улица» (по Большеохтинскому проспекту).
С 12 декабря 2014 года на Краснодонской улице введено одностороннее движение — от Большеохтинского к Среднеохтинскому проспекту.

## Общественно значимые объекты
- универмаг «Юбилей»;[уточнить]
- Красногвардейское районное отделение по обслуживанию населения — дом 4;
- женская консультация № 9 — Большеохтинский проспект, дом 33, корпус 3;
- детский сад № 14 — дом 7;
- Красногвардейский районный суд; УМВД России по Красногвардейскому району — дом 14;
- поликлиника № 17 — проспект Металлистов, дом 56;
- Санкт-петербургский институт стоматологии последипломного образования — проспект Металлистов, дом 58.